# صورت (آلبوم جیمین)
صورت یا چهره (انگلیسی: Face) اولین آلبوم استودیویی از خوانندهٔ اهل  کره جنوبی جیمین است که در ۲۴ مارس ۲۰۲۳ از طریق بیگ هیت منتشر شد، و در سبک‌های قد قد پاپ، هیپ هاپ و آراندبی است. این آلبوم، شامل پنج آهنگ است که همهٔ آن‌ها توسط جیمین سروده شده‌اند. تک‌آهنگ «دیوانه‌وار» موفق شد به شماره یک بیلبورد هات ۱۰۰ برسد. این تک آهنگ اولین آهنگ از یک سولوییست کیپاپ بود که نامبروان چارت بیلبورد هات 100 آمریکا شد . این تک آهنگ همچنین پر فروش ترین آهنگ در هفته اول انتشار در آمریکا در سال 2023 بود . تک آهنگ آزادم کن پارت 2 از این آلبوم به رتبه 1 در چارت فروش ترانه های دیجیتال آمریکا رسید و تک آهنگ《 دیوانه وار 》برای دو هفته متوالی نامبروان این چارت باقی ماند . این آلبوم تبدیل به ماندگار ترین آلبوم از یک سولوییست کره ای در رتبه ی 1 چارت آیتونز جهانی شد . به علاوه این آلبوم ماندگار ترین آلبوم از یک سولوییست کیپاپ در چارت آلبوم های جهانی بیلبورد است . 